# Nicolas Fatio de Duillier
Nicolas Fatio de Duillier (Basileia, Suíça, 16 de fevereiro de 1664 — Worcester, Inglaterra, 10 de maio de 1753) foi um matemático e astrônomo suíço, conhecido por suas pesquisas sobre a luz zodiacal e por ter concebido a chamada teoria gravitacional de Le Sage.

## Vida
Fatio nasceu em 1664 como o sétimo dos 14 filhos de Jean-Baptiste e Cathérine Fatio, em Basileia, Suíça. Em 1672 sua família se mudou para Duillier. Em 1682, aos 18 anos de idade, Fatio viajou para Paris para realizar estudos astronômicos sob a responsabilidade do astrônomo Giovanni Domenico Cassini no Observatório de Paris. Em 1686, Fatio, por acaso, se tornou uma testemunha de uma conspiração contra Guilherme III de Inglaterra, da qual ele ajudou a evitar. No mesmo ano tomou conhecimento de Jakob Bernoulli e Christiaan Huygens, com os quais estabeleceu colaboração especialmente estreita. Em 1687, viajou para Londres e tornou-se amigo de John Wallis e Edward Bernard (1638-1697) e trabalhou em uma solução do problema da tangente inversa. Ele também tornou-se amigo de Gilbert Burnet, John Locke, Richard Hampden e seu filho John Hampden. Graças a recomendação de John Hoskyns Fatio se tornou um membro da Royal Society em 1688.
Ele tinha uma relação estreita com Isaac Newton, e desde o início, ficou impressionado com a teoria da gravitação de Newton. Em 1691, ele planejou preparar uma nova versão de Philosophiae Naturalis Principia Mathematica de Newton, mas nunca terminou. Em 1694, a sua relação com Newton diminuiu. Nessa época, Fatio trocou várias cartas com Gottfried Leibniz.
Em 1707, Fatio ficou sob a influência de uma seita de fanáticos religiosos, os Camisards, que arruinou a reputação de Fatio. Ele deixou a Inglaterra e participou de viagens de peregrinação por toda a Europa. Após o seu retorno, apenas alguns documentos científicos escritos por ele foram publicados. Ele morreu em 1753 perto de Worcester, na Inglaterra. Após sua morte, seu  compatriota de Genebra, Georges-Louis Le Sage, tentou adquirir os trabalhos científicos de Fatio. Estes documentos, juntamente com os de Le Sage estão agora na Biblioteca da Universidade de Genebra.

## Obras
O maior sucesso científico de Fatio foi a explicação da natureza da luz zodiacal em 1684, na qual ele atribuiu às partículas que refletem a luz do sol. Em 1688 ele fez um relato sobre a explicação mecânica da gravitação de Huygens perante a Royal Society, em que ele tentou ligar a teoria de Huygens com a de Newton. Em 1690, ele escreveu uma carta a Huygens, na qual descreveu sua teoria gravitacional, que mais tarde ficou conhecida como teoria gravitacional de Le Sage. Esta teoria, na qual ele trabalhou até sua morte, explica a gravidade como o efeito de partículas diminutas que impulsionam massas de maior magnitude umas contra as outras.
Fatio é conhecido por seu importante papel na disputa entre Newton e Leibniz sobre qual deles foi o responsável pelo desenvolvimento do cálculo moderno. Ele repreendeu indiretamente Leibniz numa carta de 1699, afirmando que Leibniz havia se apoderado de uma propriedade intelectual que não pertencia a ele, e deu início a discussão.
Para otimizar a captação de energia solar e, consequentemente, a produtividade da planta, Fatio, em 1699, sugeriu o uso de um mecanismo de controle que podia girar para seguir a trajetória da luz do sol. Por volta de 1700 ele e Pierre de Baufre tentaram usar gemas como rolamentos de roda em relógios mecânicos. Em 1705, ambos receberam uma patente por essa descoberta que hoje é bastante utilizada.